# Boston Society of Film Critics Awards 2021
La 42ª edizione dei Boston Society of Film Critics Awards si è svolta il 12 dicembre 2021.

## Premi

### Miglior film
- Drive My Car, regia di Ryūsuke Hamaguchi

### Miglior attore
- Hidetoshi Nishijima - Drive My Car

### Migliore attrice
- Alana Haim - Licorice Pizza

### Miglior attore non protagonista
- Troy Kotsur - I segni del cuore (CODA)

### Migliore attrice non protagonista
- Jessie Buckley - La figlia oscura (The Lost Daughter)

### Miglior regista
- Ryūsuke Hamaguchi - Drive My Car

### Migliore sceneggiatura
- Ryūsuke Hamaguchi e Takamasa Ōe - Drive My Car

### Miglior fotografia
- Ari Wegner - Il potere del cane (The Power of the Dog)

### Miglior montaggio
- Affonso Gonçalves e Adam Kurnitz - The Velvet Underground

### Miglior colonna sonora
- Jonny Greenwood - Spencer

### Miglior documentario
- Summer of Soul (...Or, When the Revolution Could Not Be Televised), regia di Ahmir Khalib Thompson

### Miglior film in lingua inglese
- Il potere del cane (The Power of the Dog), regia di Jane Campion

### Miglior film d'animazione
- Flee (Flugt), regia di Jonas Poher Rasmussen

### Miglior regista esordiente
- Maggie Gyllenhaal - La figlia oscura (The Lost Daughter)

### Miglior cast
- Licorice Pizza